# 弘法寺古墳
弘法寺古墳（ぐほうじこふん）は千葉県市川市真間山弘法寺にある古墳。形状は前方後円墳。古墳時代後期の6世紀後半〜7世紀前半ごろ築造された。法皇塚古墳・明戸古墳などとともに国府台古墳群（こうのだいこふんぐん）を形成している。

## 概要
1971年（昭和46年）刊行された『市川市史』第1巻編纂に際して、1970年（昭和45年）春に市史編纂副委員長の杉原荘介明治大学教授指揮のもと、明治大学考古学専攻生の測量実習が行われた。その結果、墳丘は原形をとどめる箇所が少なく、後円部には溝状の土取り跡もあり、墳形を損ねていた。
前回の測量から半世紀を経過した2014年（平成26年）に、『市川市史』第3巻編纂に伴い、編纂委員の吉村武彦の指示・立ち合いのもと、再測量が行われた。
法皇塚古墳で出土している埴輪が見られないことから、国府台古墳群で最も新しい前方後円墳であるとみられている

## 発掘経緯
・1970年（昭和45年）、明治大学による測量調査実習。
・2014年（平成26年）、測量調査。
・2015年（平成27年）、レーダー調査。
・2021年（令和3年）-2022年（令和4年）、発掘調査予定。

## 構造
弘法寺境内の遍覧亭（徳川光圀によって号を贈られた茶室）西側の崖際にある前方後円墳で、1970年の測量調査では、全長43m、前方部幅15m、高さ3m。
後円部径8（20）m、高さ3ｍ。
主軸の方位は　N-65°-W　とされていた。
2014年の測量調査では、全長44.3m、前方部幅25.6m、高さ3.33m、後円部径22.6m、高さ3.19m。主軸の方位は　N-72°-W　と変更された。
台地の南端にあり、がけ崩れで一部崩壊している。埴輪が採集されていないことから、6世紀末～7世紀初めの終末期の前方後円墳との説もある。

## 交通アクセス
鉄道

JR市川駅下車　徒歩15分

京成国府台駅下車　徒歩10分

京成市川真間駅下車　徒歩10分

バス

JR市川駅北口より松戸駅行きバス「真間山下」下車　徒歩5分

JR松戸駅北口より市川駅行きバス「真間山下」下車　徒歩5分 